# Bit (etnia)
I bit o bid sono un gruppo etnico stanziato nella Provincia di Luang Namtha, nel Laos nord-occidentale. Si stima che siano rimasti 1.500 membri dell'etnia, abitanti quasi tutti in un villaggio, più altri 500 che vivono oltre la frontiera con la Cina. La lingua madre è il bit, che fa parte della famiglia linguistica mon khmer, ma molti parlano anche il lao.
Vivono su palafitte e sono dediti all'agricoltura. Praticano l'Animismo ed il capo religioso viene chiamato mo mon.